# Blocus de l'Union
Le blocus de l'Union constitue l'ensemble des efforts menés par la marine des États-Unis d’Amérique entre 1861 et 1865, pendant la guerre de Sécession, pour empêcher le passage des marchandises, des approvisionnements, et des armes à destination et en provenance des États confédérés d’Amérique. Cette grande opération navale représentait ainsi la fermeture de 5 600 km de côtes sur l'Atlantique et le Golfe du Mexique, comprenant douze ports importants, dont la Nouvelle-Orléans et Mobile.
Approuvé par Lincoln le 19 avril 1861, 500 navires y furent consacrés par l’Union au cours de la guerre, qui détruisirent pas moins de 1 500 bateaux « forceurs de blocus » confédérés. Le blocus fait partie du plan Anaconda proposé par Winfield Scott, dont le second axe concernait le contrôle du fleuve Mississippi.
De nombreuses tentatives confédérées destinées à forcer le blocus furent couronnées de succès ; cependant, les navires assez rapides pour échapper aux vaisseaux de l'Union ne pouvaient transporter que de faibles tonnages de marchandises. Ces « forceurs de blocus » étaient majoritairement affrétés par des Britanniques et utilisaient des ports neutres comme La Havane, Nassau et les Bermudes.
Le blocus eut pour principale conséquence de ruiner l'économie sudiste : les exportations de cotons chutèrent de 95 % et l'inflation explosa entre 1861 et 1865, entraînant la faillite des banques.

## Proclamation du blocus et conséquences légales
Le 19 avril 1861, le président Lincoln rend publique sa « Proclamation de blocus contre les ports du Sud »
« Alors qu'une insurrection contre le gouvernement des États-Unis a éclaté dans les États de Caroline du Sud, de Géorgie, d'Alabama, de Floride, du Mississippi, de Louisiane et du Texas, et alors que les lois des États-Unis concernant la collecte des taxes ne peuvent plus être exécutées conformément aux dispositions de la Constitution, qui requièrent que les taxes soient uniformes dans toute l'étendue des États-Unis ;

Et alors que les personnes assemblées pour mener cette insurrection ont menacé de délivrer des lettres de créances autorisant leurs porteurs à porter atteinte aux vies, aux navires et aux biens des honnêtes citoyens du pays engagés légalement dans le commerce de haute mer et dans les eaux des États-Unis. Et tandis qu'un décret exécutif a déjà été publié demandant aux individus engagés dans ces manœuvres délictueuses de les abandonner, constituant une milice dans le but d'y mettre fin et assemblant le Congrès en session extraordinaire, pour délibérer et déterminer la conduite à tenir :
Ainsi donc, moi, Abraham Lincoln, président des États-Unis, dans le même but déjà exprimé et pour protéger la paix publique ainsi que la vie et la propriété des citoyens paisibles et rangés poursuivant leurs occupations légales, jusqu'à ce que le Congrès se soit assemblé et ait délibéré à propos des susdits agissements illégaux, ou jusqu'à ce que lesdits agissements cessent, j'ai estimé nécessaire de mettre en place un blocus des ports situés dans les États mentionnés, suivant les lois des États-Unis et celles des Nations dans le cas considéré. À cet effet, une force dédiée sera mise en place, de manière à prévenir l'entrée et la sortie des navires des ports sus-mentionnés. Ainsi, si, dans le but de violer ce blocus, un navire approchait, ou tentait de quitter n'importe lequel de ces ports, il sera averti en bonne et due forme par le commandant d'un des navires participant au blocus, qui consignera dans son livre de bord la date de cet avertissement et, si le même navire tente à nouveau de quitter le port objet du blocus ou d'y pénétrer, il sera arraisonné et envoyé vers le port le plus proche pour y conduire, à son encontre et sur la cargaison saisie, les opérations qui seront estimées appropriées.
Ainsi, je proclame ici que si quiconque, sous la prétendue autorité desdits États, ou sous tout autre prétexte s'en prend à un navire des États-Unis, ou aux individus et aux biens qui se trouvent à son bord, les responsables seront tenus justiciables aux termes des lois des États-Unis concernant la prévention et le châtiment de la piraterie.
En témoignage de ceci, j'ai donc signé et fait apposer le sceau des États-Unis.

Fait en la ville de Washington, le dix-neuvième jour d'avril mille-huit-cent-soixante-et-un, et le quatre-vingt-cinquième de l'indépendance des États-Unis. »

### Reconnaissance de la Confédération
Dans ses Memoirs of Service Afloat, Raphael Semmes écrit que l'annonce du blocus impliquait une reconnaissance de facto des États confédérés d'Amérique en tant qu'entité nationale indépendante, étant entendu qu'un pays ne « bloque » pas ses propres ports mais les « ferme ».
Dans le droit international et le droit maritime, cependant, les nations avaient le droit d'arraisonner et d'inspecter les navires neutres croisant dans les eaux internationales s'ils étaient soupçonnés de violer un blocus, ce qu'une simple mesure de fermeture des ports n'aurait pas autorisé.
Vis-à-vis du Royaume-Uni, dont les navires marchands suspectés de commerce avec la Confédération devaient être inspectés, l'Union devait pouvoir se prévaloir des lois internationales dérivant de la mise en place d'un blocus.
Cependant, en traitant les États Confédérés d'Amérique comme des belligérants — plutôt que comme des insurgés, qui n'auraient pas pu être reconnus par les puissances étrangères — Lincoln ouvrait la voie à leur reconnaissance par des pays européens, comme la France et la Grande-Bretagne,
En se proclamant neutre, la Grande-Bretagne était en ligne, du point de vue des lois internationales, avec la position de l'administration Lincoln — les Confédérés considérés comme des belligérants — donnant ainsi à ses adversaires la possibilité d'obtenir des prêts et d'acheter des armes aux pays neutres, et aux Britanniques de débattre ouvertement de leur soutien éventuel à telle ou telle partie.

## Opérations

### Objectifs
Une commission mixte armée-marine, connue sous le nom de Blockade Strategy Board, fut créée et invitée à proposer des plans pour se saisir des ports stratégiques détenus par le Sud, afin de les mettre au service du blocus et de son expansion. Elle se réunit pour la première fois en juin 1861 à Washington, D.C., sous la direction du capitaine Samuel Francis Du Pont.
Dans la première phase du blocus les forces de l'Union se concentrèrent sur les côtes atlantiques. En novembre 1861, la capture de Port Royal (Caroline du Sud), offrit aux Fédéraux un port ouvert sur l'océan, ainsi que des installations d'entretien et de réparation en excellent état. Port Royal devint la première base d'opérations pour l'expansion du blocus le long de la côte Atlantique et notamment la mise en place de la stone fleet, un groupe de navires désarmés coulés à l'entrée des ports confédérés pour en bloquer l'accès.
Le port d'Apalachicola, en Floride, recevant des marchandises confédérées descendant la rivière Chattahoochee à partir de Columbus (Géorgie), devint très tôt une cible du blocus de l'Union sur la côte du Golfe.
Ship Island fut une autre prise qui offrit à la Navy une base à partir de laquelle il lui était possible de patrouiller les abords de l'embouchure du Mississippi et la baie de Mobile. La marine de l'Union étendit ainsi progressivement son emprise sur le Golfe du Mexique à la côte du Texas, en incluant Galveston et Sabine Pass (Texas).
Avec 5 600 km de côtes confédérées et 180 ports à contrôler, le blocus s'annonçait comme l'opération de ce genre la plus importante jamais organisée. La Navy disposait de 42 navires en service actif et 48 autres vaisseaux étaient recensés comme potentiellement disponibles, dès que les équipages qui leur étaient destinés auraient été constitués et formés. Mais la moitié étaient des navires à voile, certains étaient technologiquement dépassés, la plupart croisaient dans des eaux lointaines, l'un d'entre eux se trouvait sur le Lac Érié et ne pouvait pas rejoindre l'Océan. Un autre, enfin, était porté disparu au large d'Hawaï.
En réalité, au moment de sa proclamation, l'Union disposait de trois navires adaptés au service du blocus. Le Département de la Marine des États-Unis, sous la direction du Secrétaire à la Marine Gideon Welles se mit en situation d'augmenter rapidement ces effectifs. Les navires opérant au loin furent rappelés, un programme de construction navale fut lancé, des navires marchands et des transports de passagers furent achetés pour prendre du service et les forceurs de blocus capturés furent armés pour servir dans les rangs de la Navy.
Dans le courant de l'année 1861, près de 80 vapeurs et 60 navires à voile vinrent s'ajouter à la flotte, et le nombre de vaisseaux participants au blocus monta à 160. À la fin de l'année, 52 nouveaux navires de guerre étaient en construction,.
En novembre 1862, on comptait 282 vapeurs et 102 vaisseaux à voile. À la fin de la guerre, la flotte de l'Union comptait 671 navires et était ainsi devenue la première force navale du monde.
Fin 1861, entre officiers et recrues, l'effectif de la Navy avait atteint 24 000 hommes, soit 15 000 de plus que pendant la période antebellum. Quatre escadres étaient déployées, deux dans l'Atlantique et deux dans le Golfe du Mexique.

### Organisation du blocus
Le service du blocus attirait les marins nordistes aussi bien que les volontaires de l'intérieur des terres. L'opération était considérée comme l'une des moins exaltantes de la guerre, mais aussi la plus attrayante, potentiellement, en termes économiques. La flotte devait effectuer des allers-retours pour intercepter les forceurs de blocus. Plus de 50 000 hommes se portèrent volontaires pour cette tâche routinière, car la nourriture et les conditions de vie sur les navires étaient bien meilleures que celles qu'offraient l'infanterie. Le service était également moins risqué et, surtout, offrait la perspective (aléatoire, mais réelle) de gains importants. Les navires capturés, ainsi que leurs chargements, étaient en effet vendus aux enchères et les revenus de la vente étaient partagés avec l'équipage. Quand, à la fin de 1864, le USS Aeolus s'empara de l'infortuné forceur de blocus Hope au large de Wilmington (Caroline du Nord), le capitaine y gagna 13 000 $ (soit 212 509 $ d'aujourd'hui), le chef mécanicien en empocha 6 700, les marins, plus de 1 000 $ chacun, et le mousse 533 $, alors que la solde d'un fantassin était de 13 $ par mois (213 aujourd'hui).
Les sommes engrangées lors de ces ventes variaient considérablement. Tandis que le petit Alligator s'était vendu seulement 50 $, le Memphis en rapportait 510 000 (soit 8 336 872 aujourd'hui, soit ce que 40 civils pouvaient gagner en une vie de travail). En quatre années de guerre, 25 millions de dollars furent ainsi distribués.

### Forceurs de blocus

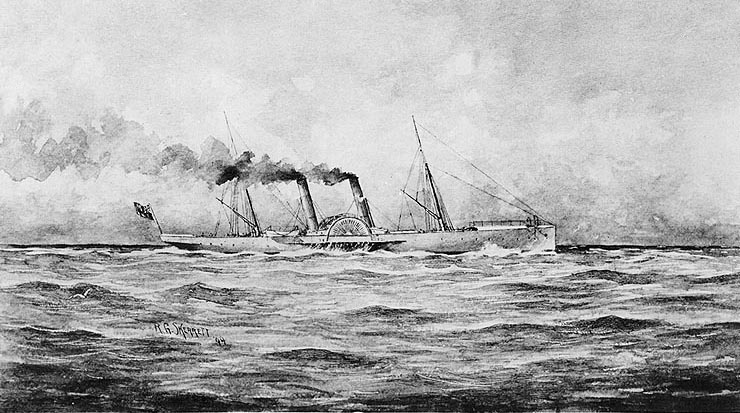
Le forceur de blocus confédéré SS Banshee en 1863.

Une proportion importante des forceurs de blocus parvint à échapper aux patrouilles de l'Union. À mesure que le blocus s'organisait, le type de vaisseau le plus propre à forcer le passage évolua vers des navires légers, de petit tonnage et de faible tirant d'eau, des qualités qui les qualifiaient pour prendre de vitesse les navires de l'Union, mais les pénalisaient quand il s'agissait de transporter de grosses quantités d'armes, de métaux et d'autres ressources dont la Confédération avait besoin. Pour aider réellement les rebelles, un forceur de blocus devait effectuer de nombreux voyages ; finalement, nombreux sont ceux qui furent capturés ou coulés. Cependant, 5 tentatives sur 6 furent couronnées de succès, mais 1 500 forceurs de blocus furent capturés ou détruits sur la durée de la guerre.
Les navires marchands ordinaires étaient trop lents et trop visibles pour échapper à la Navy. Les forceurs de blocus misaient surtout sur les nouveaux vapeurs construits en Grande-Bretagne, avec leur profil bas, leur faible tirant d'eau et leur rapidité. Leurs roues à aubes, entraînées par des machines à vapeur qui brûlaient un type d'anthracite ne produisant que peu de fumée, pouvaient les propulser à une vitesse de 17 nœuds. Le Sud manquant de marins, de capitaines et de chantiers navals, les navires forceurs de blocus étaient principalement construits, commandés et manœuvrés par des marins et des pilotes britanniques. Les capitaux privés de Grande-Bretagne investirent massivement dans ce type d'opération. Les salaires y étaient élevés : un officier de la Royal Navy en disponibilité pouvait gagner plusieurs milliers de dollars en salaire et en primes à chaque voyage, tandis que les hommes d'équipage pouvaient en empocher plusieurs centaines.

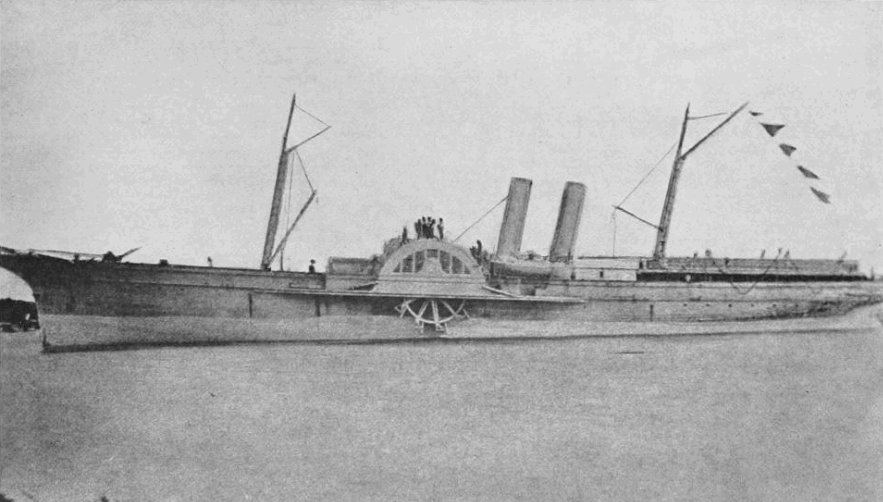
Le CSS A.D. Vance, un forceur de blocus confédéré capturé par la Navy et réarmé pour devenir le USS Advance.

Le forceurs de blocus étaient basés dans des territoires britanniques comme les Bermudes et les Bahamas, ou au port de La Havane, à Cuba, en territoire espagnol. Les marchandises qu'ils y chargeaient y étaient acheminées par des cargos ordinaires, puis transbordées sur les forceurs de blocus, qui tentaient alors leur chance, parcourant les 800 à 1 130 km qui séparaient leurs bases des différents ports confédérés. À chaque voyage, le navire forceur de blocus transportait plusieurs tonnes de chargement : coton, essence de térébenthine et tabac à l'export, et fusils, médicaments, brandy, lingerie et café à l'import. Il leur arrivait souvent de transporter du courrier. Ils se faisaient payer 300 à 1 000 $ par tonne de chargement transportée. Deux allers-retours par mois pouvaient rapporter 250 000 $ (contre 80 000 $ en salaires et charges).
Les forceurs de blocus préféraient tenter leur chance par les nuits sans lune ou bien avant que la lune ne se lève ou encore après qu'elle s'est couchée. À l'approche des côtes, les navires éteignaient leurs lumières et les marins avaient interdiction de fumer. De même, les navires de l'Union camouflaient leurs lumières. Si un navire de l'Union repérait un forceur de blocus, il tirait des fusées éclairantes dans sa direction pour alerter les autres navires de l'escadre. Les forceurs de blocus s'adaptèrent à cette manœuvre en tirant eux aussi des fusées dans la direction opposée pour désorienter leurs poursuivants.
En novembre 1864, un grossiste de Wilmington demanda à son agent aux Bahamas de cesser de lui faire parvenir autant de chloroforme et de lui envoyer plutôt « de l'essence de Cognac », expliquant qu'il pourrait négocier le parfum « au prix fort ». Les patriotes confédérés méprisaient les forceurs de blocus qui s'enrichissaient sur des produits de luxe tandis que les soldats combattaient en haillons. D'un autre côté, leur audace et leur esprit d'entreprise étaient indispensable à la survie de la Confédération et beaucoup de femmes du Sud portaient avec ostentation les babioles à 10 $ et les chapeaux à 50 $ qui prouvaient aux « damnés Yankees » qu'ils avaient échoué dans leurs tentatives de blocus. Le gouvernement de Richmond finit par réglementer le trafic, exigeant qu'au moins la moitié des marchandises importées soient des munitions. Il affréta même ses propres forceurs de blocus et s'assura qu'ils soient chargés de biens de première nécessité. En 1864, les soldats de Lee mangeaient de la viande importée.
Des deux côtés, le blocus était une situation relativement sûre. Elle n'était pas illégale au regard des lois internationales ; lorsqu'un navire était capturé, les marins étrangers étaient libérés et les Confédérés envoyés dans des camps de prisonniers. Enfin, étant donné le poids des canons, les forceurs de blocus n'étaient pas armés et posaient donc un danger limité aux vaisseaux de la Navy.
Le cas du Banshee illustre le côté lucratif et éphémère de l'activité des forceurs de blocus. Le navire opérait à partir de Nassau et des Bermudes. Il fut capturé lors de son septième voyage, alors qu'il approchait de Wilmington (Caroline du Nord), et confisqué par la Navy pour être intégré au blocus. Au moment de sa capture, le Banshee avait déjà rapporté un profit de 700 % à ses propriétaires britanniques, qui commandèrent immédiatement un Banshee no 2 qui vint se joindre aux rangs des forceurs de blocus.
En mai 1865, le CSS Lark, quittant  Galveston (Texas) en route pour La Havane, fut le dernier vaisseau confédéré à sortir d'un port sudiste et à échapper au blocus.

## Impact sur la Confédération
Le blocus de l'Union fut une arme puissante qui finit par ruiner l'économie du Sud avec un coût très modéré en pertes humaines.
On ne peut mesurer l'efficacité du blocus aux quelques navires qui parvinrent à le forcer, mais plutôt aux milliers qui ne s'y risquèrent pas. Les navires de fret classiques, qui n'avaient pas la moindre chance d'échapper à la flotte de l'Union, cessèrent de fréquenter les ports confédérés. Le blocus côtier obligea la Confédération à reporter sur un réseau ferré fragile le transport de longue distance, sans parvenir à en compenser les effets. Pendant toute la durée de la guerre, le Sud produisit assez de nourriture pour ses civils et ses soldats, mais fit face à des difficultés croissantes pour acheminer la production vers les zones qui souffraient de pénurie et de famine. Tout au bout de la ligne de ravitaillement, l'armée de Lee souffrit presque constamment de pénuries pendant les deux dernières années de la guerre.

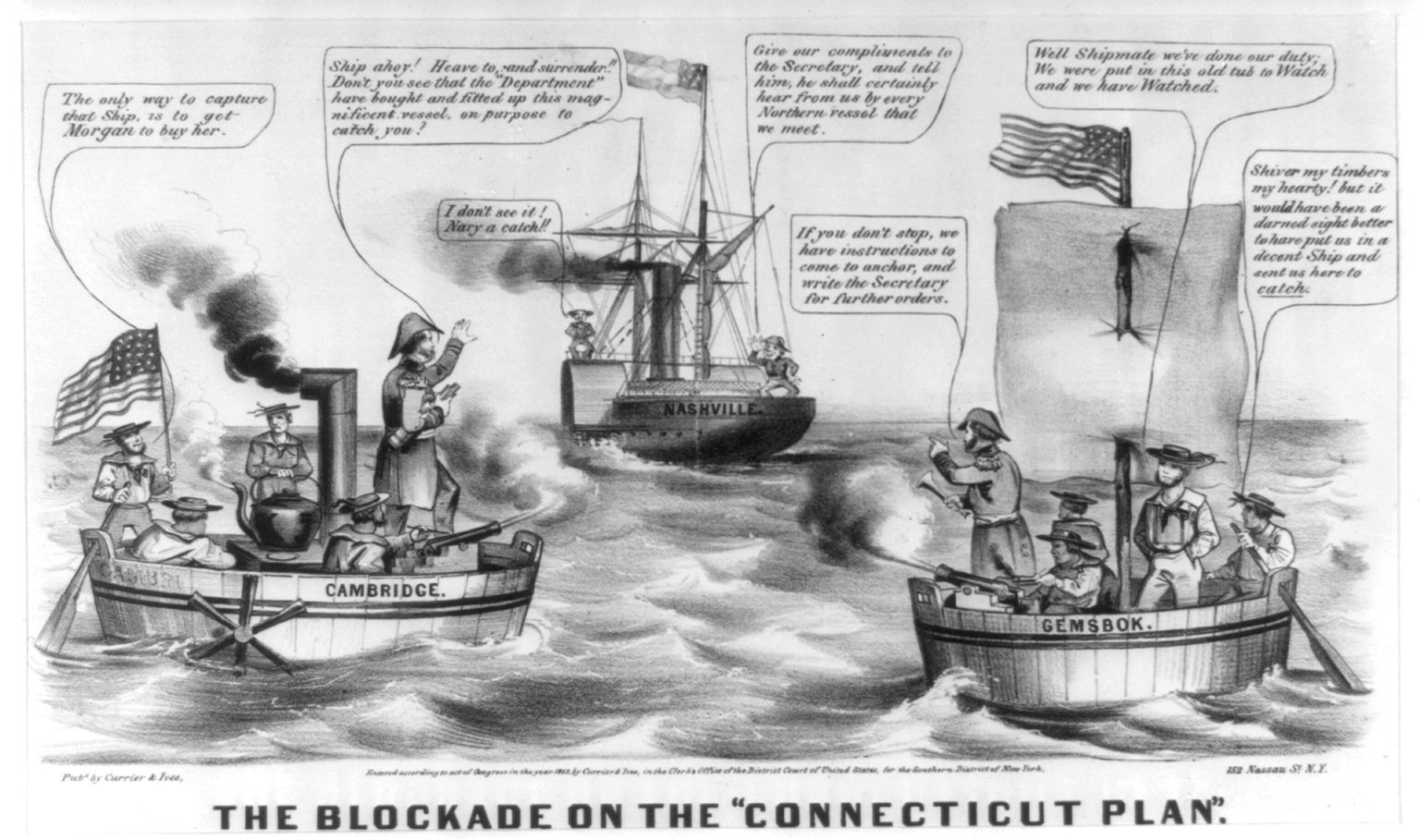
Caricature sudiste, propagande sur l’inefficacité du blocus nordiste.

Quand le blocus fut mis en place en 1861, il n'était que partiellement efficace : sur dix navires qui tentaient de forcer le blocus, on estime que l'Union parvenait à en arrêter un seul. Mais la taille de la flotte de l'Union s'accroissant, celle-ci fut progressivement capable de réduire de manière drastique le trafic destiné aux ports confédérés. En 1864, le taux d'interception était monté à un sur trois. Dans les deux dernières années de la guerre, les seuls navires qui avaient une chance de forcer le blocus étaient ceux qui avaient été spécifiquement conçus à cet effet,.
Le blocus étouffa presque complètement l'exportation de coton à partir des ports confédérés, privant le Sud d'une de ses principales sources de devises. Les exportations de coton chutèrent de 95 %, (de 10 millions de balles dans les trois années précédant la déclaration de guerre, à 500 000 balles pendant le blocus).
Le blocus réduisit également fortement les importations de nourriture, de médicaments, de fournitures de guerre, de biens manufacturés et de produits de luxe, entraînant des pénuries graves et aggravant l'inflation. Des pénuries de pain furent la cause, ponctuellement, d’émeutes à Richmond et dans d'autres villes, montrant que le patriotisme seul n’était pas suffisant pour satisfaire les besoins des ménagères confédérées.
Des pistes terrestres restaient ouvertes pour les conducteurs de bétail, mais quand l'Union eût regagné le contrôle du cours du Mississippi, à l'été 1863, il devint impossible de faire parvenir les chevaux, les bovins et les porcs produits au Texas et en Arkansas vers l'est de la Confédération.
Finalement, le blocus fut une victoire indubitable pour l'Union et contribua fortement à l'issue du conflit.

### Réaction confédérée

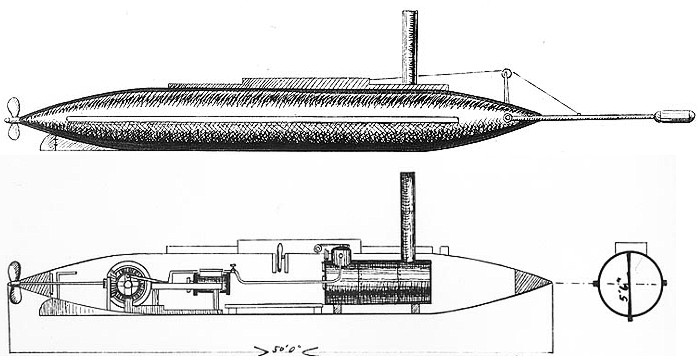
Le CSS David, type de semi-submersible ; notez la perche à l’avant, portant la « torpille » ; le câble visible au-dessus de l’espar sert à la mettre à feu quand elle est suffisamment proche de la coque du navire visé.

La Confédération mit en service des torpilleurs, des vedettes à vapeur équipées à leur proue d'une perche pourvue d'une « torpille » (comprendre : une charge explosive), certains provenant d'embarcations réaménagées ou, comme ceux de la classe CSS David, construits pour l'occasion. Ces torpilleurs profitaient du couvert de la nuit pour tenter d'atteindre la coque des navires de l'Union pour faire détoner leur charge. Ces opérations étaient rarement couronnées de succès, en raison des mesures défensives mises en place par la Navy, qui s'entouraient de troncs flottant pour maintenir les torpilleurs à distance ou de chaînes dérivantes pour fausser leurs hélices.
Une de ces attaques est cependant restée dans l'histoire : celle menée par le CSS H. L. Hunley, un sous-marin à propulsion manuelle lancé de Charleston (Caroline du Sud) contre les navires assurant le blocus. Dans la nuit du 17 février 1864, le Hunley attaqua le USS Housatonic, qui coula en perdant cinq de ses hommes, tandis que le Hunley sombrait lui aussi, emportant par le fond son équipage de huit marins.

## Principaux engagements
Le premier succès de l'US Navy eut lieu le 24 avril 1861, dans les phases initiales du blocus, quand le USS Cumberland, accompagné d'une flottille de navires de soutien commença à capturer des navires confédérés et des corsaires opérant dans les environs de  Fort Monroe au large de la côte de Virginie. Dans les deux semaines qui suivirent, sous le commandement de Garrett J. Pendergrast, ils capturèrent 16 navires ennemis, envoyant ainsi un signal fort au Département de la Guerre confédéré quant à la détermination de la Navy en matière de blocus.
Le blocus de la baie de Chesapeake fit partie des premiers combats associés à la mise en place du blocus, en mai-juin 1861, et le blocus de la côte de Caroline, de août à décembre 1861.
Ces deux campagnes permirent à l'US Navy d'étendre progressivement l'emprise du blocus vers le sud, le long de la côte Atlantique.
Au début du mois de mars 1862, le blocus de la James River, en Virginie, fut gravement compromis par l'apparition du CSS Virginia, le premier cuirassé à entrer en action sur le théâtre de la guerre de Sécession, lors du spectaculaire combat de Hampton Roads. Seule l'intervention du USS Monitor, tout récent cuirassé nordiste à coque en fer, permit de parer cette menace. Deux mois plus tard, le Virginia et d'autres navires de l'escadre de la James River furent sabordés pour faire obstacle à l'avance de l'armée de l'Union et à celle de la Navy.
Le destin du port de Savannah (Géorgie) fut scellé par la prise de Fort Pulaski le 11 avril 1862 au terme d'un siège de 112 jours.
Le plus grand port de la Confédération, La Nouvelle-Orléans, était mal adapté au forçage du blocus, car ses chenaux pouvaient être aisément barrés par l'US Navy. Du 16 au 22 avril, les principaux forts gardant la ville, Fort Jackson et Fort St. Philip, furent pris pour cibles par les mortiers de goélettes de David Dixon Porter. Le 22 avril, la flotte commandée par David Farragut se fraya un passage parmi les obstacles semés dans le chenal et se glissa sous le feu des forts. Le 24 au matin, elle obligea les forts et La Nouvelle-Orléans à se rendre.
Le 5 août 1864, la bataille de la baie de Mobile fermait le dernier des grands ports confédérés sur le Golfe du Mexique.

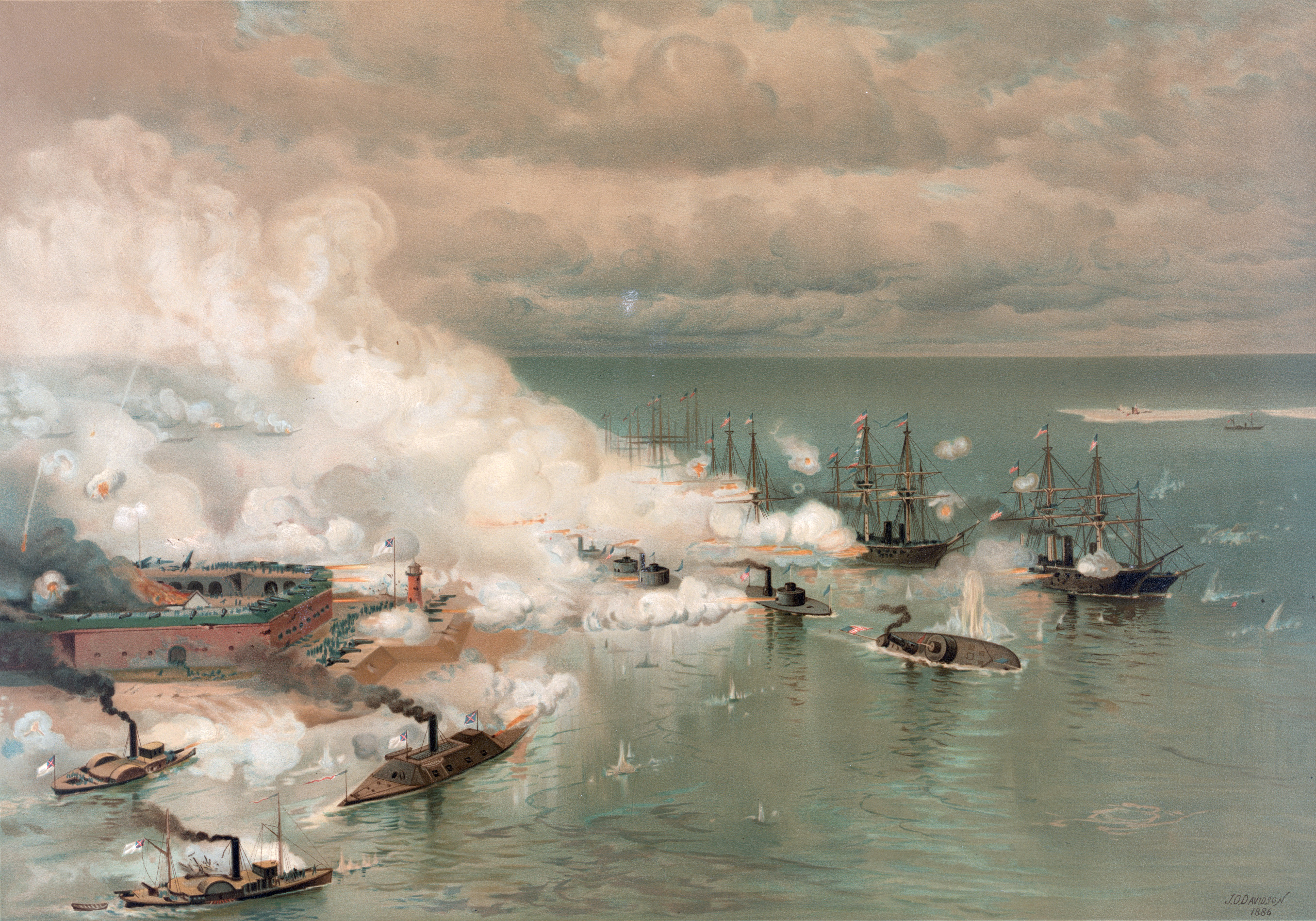
Bataille de la baie de Mobile par Louis Prang (1824-1909).

En décembre 1864, Gideon Welles Secrétaire à la Marine des États-Unis dépêcha une force contre Fort Fisher, qui protégeait le dernier accès à l'Atlantique de la Confédération, Wilmington, en Caroline du Nord. La première attaque échoua, mais un changement de tactique (et de généraux du côté de l'Union) permit aux Fédéraux de prendre le fort en janvier 1865 et de fermer ainsi le dernier port rebelle.
Tandis que la flotte de l'Union s'étoffait et que les performances de ses navires progressaient en technique et en vitesse, de nouveaux ports tombèrent entre les mains des Nordistes. Après 1862, trois ports seulement  — Wilmington (Caroline du Nord), Charleston (Caroline du Sud) et Mobile (Alabama) — restaient ouverts à la petite centaine de forceurs de blocus encore en activité. Charleston fut fermé par le South Atlantic Blockading Squadron commandé par l'amiral John A. Dahlgren en 1863. La baie de Mobile fut prise en août 1864 par l'amiral David Farragut.
Pour les forceurs de blocus, le risque d'être pris augmenta progressivement : en 1861-1862, une sortie sur neuf finissait par une capture ; en 1863-1864, une sur trois. À la fin de la guerre, avec un taux de capture de 50 %, les indispensables importations confédérées étaient réduites à la portion congrue, 1 100 forceurs de blocus avaient été capturés et 300 détruits. Les investisseurs britanniques qui avaient fait l'erreur de réinvestir leurs profits dans de nouveaux armement se trouvèrent surpris par la fin de la guerre avec des navires inutiles et un cours du coton à la baisse. Tout compte fait, il est possible que la moitié des investisseurs aient réalisé un profit et que l'autre moitié aient investi à perte.
« 
La victoire de l'Union à Vicksburg, Mississippi, en juillet 1863, libéra le cours du Mississippi et isola effectivement la partie ouest de la Confédération en tant que source de troupes et de ravitaillement. Au début de l'année 1865, la chute de Fort Fisher et de la ville de Wilmington (Caroline du Nord), entraina la fermeture du dernier grand port utilisé par les forceurs de blocus. Juste après, Richmond fut évacuée, l'Armée de Virginie du Nord se désintégra et le général Lee se rendit. Ainsi, la plupart des économistes estiment que le blocus de l'Union joua un rôle prééminent dans l'issue de la guerre. (Elekund, 2004).
 »

## Escadres
Les navires de l'Union chargés du blocus étaient répartis en différentes escadres basées dans leurs zones d'opérations respectives.

### Atlantic Blockading Squadron
L'Atlantic Blockading Squadron était l’escadre initialement mise en place, pour le blocus, en 1861. Elle fut presque immédiatement scindée en deux, une escadre Nord ( Atlantic Blockading Squadron) et une escadre Sud (South Atlantic Blockading Squadron).

### North Atlantic Blockading Squadron
Créé le 29 octobre 1861 lors de la scission de l' Atlantic Blockading Squadron, le North Atlantic Blockading Squadron étaient basé à Hampton Roads, et avait pour mission de couvrir la Virginie et la Caroline du Nord. Son domaine officiel d'opérations s'étendait du Potomac au cap Fear en Caroline du Nord. L'escadre était principalement chargée de soutenir les troupes de l'Union et d'empêcher les navires confédérés de ravitailler les troupes rebelles. À la fin de la guerre, le North Atlantic Blockading Squadron fut intégré à l'Atlantic Squadron le 25 juillet 1865.

#### Commandants
| Commandant d'escadre                                                | De                | A                |
| ------------------------------------------------------------------- | ----------------- | ---------------- |
| Flag Officer Louis M. Goldsborough                                  | 18 septembre 1861 | 4 septembre 1862 |
| Acting Rear Admiral (contre amiral par intérim) Samuel Phillips Lee | 5 septembre 1862  | 11 octobre 1864  |
| Rear Admiral David Dixon Porter                                     | 12 octobre 1864   | 27 avril 1865    |
| Acting Rear Admiral William Radford                                 | 28 avril 1865     | 25 juillet 1865  |

### South Atlantic Blockading Squadron
Créé le 29 octobre 1861, lors de la scission de l'Atlantic Blockading Squadron, le South Atlantic Blockading Squadron avait pour mission principale de surveiller les atterrages sud-est de la côte atlantique, en particulier les ports de Charleston et Wilmington. Opérant entre Cape Henry, en Virginie, et Key West, en Floride, l'escadre était principalement chargée d'empêcher les navires confédérés de ravitailler les troupes rebelles et de soutenir les troupes de l'Union. À la fin de la guerre, le South Atlantic Blockading Squadron fut intégré à l'Atlantic Squadron le 25 juillet 1865.

#### Commandants
| Commandant d'escadre                                | De                | A               |
| --------------------------------------------------- | ----------------- | --------------- |
| Rear Admiral (contre amiral) Samuel Francis Du Pont | 18 septembre 1861 | 5 juillet 1863  |
| Rear Admiral John A. Dahlgren                       | 6 juillet 1863    | 25 juillet 1865 |

### East Gulf Blockading Squadron
Couvrant la côte de Floride depuis l'est de Pensacola jusqu'au Cap Canaveral, l'East Gulf Blockading Squadron joua un rôle marginal.

### West Gulf Blockading Squadron
Créé début 1862 lors de la scission du Gulf Blockading Squadron en une unité est et une unité ouest, le West Gulf Blockading Squadron couvrait la moitié occidentale du Golfe du Mexique, de l'embouchure du Mississippi jusqu'au Rio Grande et, au sud, au-delà de la frontière du Mexique. Elle fut la principale force militaire impliquée dans la capture et l'occupation de Galveston (Texas) en 1862.